# Malpica de Bergantiños (parroquia)
Malpica de Bergantiños o San Julián de Malpica de Bergantiños (llamada oficialmente San Xulián de Malpica de Bergantiños) es una parroquia del municipio de Malpica de Bergantiños, en la provincia de La Coruña, Galicia, España.

## Entidades de población
Entidades de población que forman parte de la parroquia:
- A Atalaia
- A Camposa
- A Camuza
- A Cerca
- A Costa
- A Orxeira
- A Pedreiriña
- A Praia
- A Vista
- As Pedreiras
- Cancela de Areas
- Canido
- Malpica
- O Barreiro
- O Caldeirón
- O Camiño do Río
- O Campo
- O Escorial
- O Porto
- O Ventorrillo
- Os Medros
- Piñeiros (Os Piñeiros)
- Santo Antonio
- Seaia
- Seixas
- Sorrío
- Vilarnovo

## Despoblado
- Illas Sisargas

## Demografía
| Gráfica de evolución demográfica de Malpica de Bergantiños entre 2000 y 2018 |
|                                                                              |
| Población de derecho según el padrón municipal del INE                       |